# Sant Martí de Campmajor
Sant Martí de Campmajor es una entidad de población española del municipio de Sant Miquel de Campmajor, perteneciente a la provincia de Gerona, en la comunidad autónoma de Cataluña.

## Toponimia
El nombre del lugar puede encontrarse escrito con las grafías Sant Martí de Campmajor y San Martín de Campmayor.

## Historia
Hacia mediados del siglo XIX, el lugar, ya por entonces perteneciente al municipio de Sant Miquel de Campmajor, tenía contabilizada una población de 67 habitantes. Aparece descrito en el quinto volumen del Diccionario geográfico-estadístico-histórico de España y sus posesiones de Ultramar de Pascual Madoz con las siguientes palabras:

CAMPMAYOR (San Martin de): l. en la prov., part. jud. y dióc. de Gerona (4 3/4 leg.), aud. terr., c. g. de Cataluña (Barcelona 20 3/4), forma yaunt. con el l. de San Miguel de Campmayor: sit. en terreno llano, con buena ventilacion y clima saludable. Tiene varias casas y una igl. parr. (San Martin) aneja de la de San Miguel de Campmayor, y servida por el mismo cura. El térm. confina con Marlans, Porqueras, Mianegas y San Miguel de Campmayor; en él hay algunas fuentes de aguas de mala calidad. El terreno es montañoso en general; de mediana calidad la parte cultivable; contiene bosques, arbolados y de maleza, y le fertiliza un arroyo. caminos locales de herradura y 2 carreteros. El correo se recibe de la adm. de Bañolas. prod.: trigo mezcladizo, mijo, maiz, hortalizas y frutas, particularmente manzanas; cria ganado de varias especies en corto número, y caza de perdices y conejos. pobl.: 15 vec., 67 alm. cap. prod.: 615,600 imp. 15,390.
(Madoz, 1846, p. 362)

En 2023, la entidad singular de población de Sant Martí de Campmajor tenía empadronados 69 habitantes, todos ellos en diseminado.